# The Doomstar Requiem
The Doomstar Requiem — A Klok Opera Soundtrack — четвёртый полноформатный студийный альбом дэт-метал группы Dethklok, который также упоминается в анимационном сериале Metalocalypse. Официальный релиз состоялся в марте 2014 года, но начиная с 27 октября 2013 года альбом можно было приобрести через интернет. Альбом является саундтреком к одноимённой опере Metalocalypse.
Альбом записывался при участии оркестра под руководством Бира МакКрири. Также на альбоме есть небольшой видеоролик о создании пластинки. Впервые к записи песен был привлечен Майк Кинели, концертный гитарист Dethklok.
Первый сингл, «Blazing Star», вышел на Loudwire 17 октября 2013 года. «Blazing Star» является единственной официальной песней Dethklok, в то время как остальные треки являются песнями Metalocalypse.
Сначала альбом издавался посредством цифровой дистрибуции, а на физических носителях вышел только в марте 2014 года. Цифровая версия содержала 34-страничное либретто.
Тура в поддержку альбома не последовало, но несколько песен («Abigails Lulliby», «Some Time Ago…», «The Duel», «I Believe») были исполнены Брендоном Смоллом для студентов Paul Green Rock Academy, 1 и 2 августа.
| Оценки критиков | Оценки критиков |
| Источник        | Оценка          |
| --------------- | --------------- |
| Allmusic        | [ 6 ]           |

The Times Leader благосклонно отозвались о альбоме, "Эта 'рок опера' должна быть юмористичней, хотя мелодии серьезные, цельнометаллические.

## Список композиций
| №                   | Название                                             | Длительность |
| ------------------- | ---------------------------------------------------- | ------------ |
| 1.                  | «The Birth / Fata Sidus Oritur / One of Us Must Die» | 3:21         |
| 2.                  | «Magnus and the Assassin»                            | 2:22         |
| 3.                  | «Partying Around the World»                          | 2:27         |
| 4.                  | «Tracking / Ishnifus and the Challenge»              | 3:39         |
| 5.                  | «How Can I Be a Hero?»                               | 2:29         |
| 6.                  | «The Fans Are Chatting»                              | 2:24         |
| 7.                  | «Abigail's Lullaby»                                  | 1:42         |
| 8.                  | «Some Time Ago...»                                   | 3:41         |
| 9.                  | «The Duel»                                           | 2:35         |
| 10.                 | «I Believe»                                          | 2:26         |
| 11.                 | «A Traitor Amongst Them»                             | 0:40         |
| 12.                 | «Training / Do It All for My Brother»                | 3:34         |
| 13.                 | «Before You Go»                                      | 1:26         |
| 14.                 | «The Answer Is in Your Past»                         | 1:17         |
| 15.                 | «The Depths of Humanity»                             | 2:42         |
| 16.                 | «Givin' Back to You»                                 | 2:45         |
| 17.                 | «En Antris et Stella Fatum Cruenti»                  | 2:47         |
| 18.                 | «The Crossroads»                                     | 0:50         |
| 19.                 | «Morte Lumina»                                       | 4:08         |
| 20.                 | «Blazing Star» (Virtual writing credits: Dethklok)   | 4:30         |
| 21.                 | «Doomstar Orchestra»                                 | 23:23        |
| Общая длительность: | Общая длительность:                                  | 74:52        |

| №  | Название                                            | Длительность |
| -- | --------------------------------------------------- | ------------ |
| 1. | «The Making of Metalocalypse: The Doomstar Requiem» | 6:58         |

## Участники записи
| - Нэйтан Эксплоужен (англ. Nathan Explosion) — ведущий вокалист - Сквизгаар Сквигельф (англ. Skwisgaar Skwigelf) — соло- и ритм-гитара - Токи Вортуз (англ. Toki Wartooth) — ритм-гитара - Пиклз (англ. Pickles) — ударные, бэк-вокал - Вильям Мёрдерфейс (англ. William Murderface) — бас-гитара | - Dethklok - Дик «Волшебные Уши» Кнаблер (англ. Dick «The Magic Ears» Knubbbler) — продюсер, звукорежиссёр - Чарльз Офденсен (англ. Charles Foster Offdensen) — продюсер |

| - Брендон Смолл — вокал, гитара, клавишные, бас-гитара, продакшн - Джин Хоглан — ударные - Брайан Беллер — бас-гитара на «Blazing Star» - Майк Кинелли — вокал | - Ульрих Вайлд — продакшн, аудиорежиссёр - Антонио Каннобио — оформление - Дэйв Коллинс — микширование - Майкл Мескер — дизайн |